# 京都市立嵐山東小学校
京都市立嵐山東小学校（きょうとしりつ あらしやまひがししょうがっこう）は、京都府京都市西京区嵐山東海道町にある公立小学校。

## 沿革
- 1974年（昭和49年）7月 - 校章制定。

## 通学区域
- 西京区
  - 嵐山朝月町、嵐山内田町、嵐山上海道町、嵐山上河原町、嵐山北松尾山、嵐山元録山町、嵐山虚空蔵山町、嵐山谷ケ辻子町、嵐山茶尻町、嵐山中尾下町、嵐山西一川町、嵐山東一川町、嵐山東海道町、嵐山樋ノ上町、嵐山風呂ノ橋町、嵐山宮ノ北町、嵐山宮ノ前町、嵐山宮町、嵐山森ノ前町、嵐山薬師下町、嵐山山田町、嵐山山ノ下町

卒業生は基本的に京都市立松尾中学校へ進学する。

## 周辺
- 京都市嵐山東児童館
- 京都嵐山郵便局
- 嵐山東公園
- 京都府道29号宇多野嵐山山田線
- 京都府道801号京都八幡木津自転車道線
- 桂川

## アクセス
- 阪急嵐山線 嵐山駅から南東へ600m
- 京都市営バス・京都バス 谷ヶ辻町にて下車

## 通学区域が隣接している学校
- 京都市立松陽小学校
- 京都市立松尾小学校
- 京都市立梅津小学校
- 京都市立梅津北小学校
- 京都市立嵐山小学校
- 京都市立嵯峨小学校
- 亀岡市立保津小学校
- 亀岡市立安詳小学校